# Evaristo Boncinelli
Evaristo Boncinelli (Casellina e Torri, 29 marzo 1883 – Firenze, 16 agosto 1946) è stato uno scultore italiano.

## Biografia
Evaristo Boncinelli era l'ultimo di quattordici figli, di cui alcuni morirono da piccoli. Suo padre, che era commerciante di cappelli di paglia fiorentina, si impiegò poi in una stamperia. La madre era di estrazione popolare. Nacque nella frazione di Santa Maria a Mantignano sull'Arno, un villaggio dove, da ragazzo, pescando, rischiò di annegare nel fiume. 
Studiò a Firenze al ginnasio dei Calasanziani. Evaristo preferiva allo studio in aula vagabondare per la campagna. Lavorò per cinque anni presso lo scultore Adolfo Galducci, che era stato allievo di Giovanni Duprè.
Frequentò - con regolarità dal 1900 al 1903 e irregolarmente dal 1906 al 1914 - alla Scuola "Pietro Dazzi" a Santa Croce, i corsi di Disegno e di Plastica su modelli di gesso. Prima vi lavorava come semplice operaio, poi gli fu chiesto di dirigere lo "Studio Brunelleschi", dove si realizzavano artigianalmente copie di sculture classiche. Erano sculture commerciali - in marmo o in alabastro - destinate all'esportazione. Nel 1905 Evaristo si sposò.
Aveva creato in casa un suo laboratorio e, dal 1910 al 1914, in gesso, alabastro o marmo, creò per sé busti e figure, veriste e crude, come la campagnola, la contadinella, ritorno dai campi, la zingara, il napoletano, bimbo con la mosca.

### Le sculture commerciali
Scolpì un gran numero di figure commerciali, ispirate al mondo della letteratura e della storia, come Fiammetta, Giuditta e Beatrice. I soggetti classici da lui scelti erano: Mercurio, Psiche, la Venere dei Medici, la Venere Capitolina, il Discobolo. Eseguiva anche copie da Michelangiolo e da Donatello. Spediva queste sculture - copie commerciali di celebri opere d'arte - a Lipsia, a Parigi, in America. Possedeva decine di gessi e sculture già pronte in marmo o in alabastro.

### Sulle tracce di Donatello
Nel 1915, per approfondire le tecniche scultoree, si iscrisse all'Accademia di belle arti di Firenze, diretta da Domenico Trentacoste, dove seguì i corsi di Disegno, di Plastica e di Nudo libero. Boncinelli si ispirava al Quattrocento toscano, in particolare a Donatello. Nel 1913 eseguì la sua prima opera originale: il busto di suo fratello, in gesso, che poi fu fuso in bronzo e nel 1914 esposto all'Accademia di Brera. Partecipò alla Mostra del Soldato a Firenze nel 1919, e alla Primaverile Fiorentina del 1922. Il suo intenso naturalismo era nel solco della grande tradizione plastica etrusca, cui derivò la scultura toscana.
Nel 1914 si trasferì a Marciola, nel comune di Scandicci, in Val di Pesa. Scolpì in gesso una testa di Prete, che espose alla Mostra toscana del 1915, insieme al gesso Giovinetto che ride, che poi fu distrutto. Nel 1915 scolpì in gesso Testa di Vecchio e Il Pastorello poi trasferiti in marmo. Nel 1917 li espose al Palazzo Davanzati, alla mostra Promotrice di pittura e scultura. 
Dal 1916 al 1917 realizzò La cieca, il ritratto crudo di una mendicante. Fece prima il busto in gesso e poi aggiunse lo zoccolo basso e rettangolare. La scultura fu tuttavia respinta nel 1917, alla Mostra a Palazzo Davanzati. Scolpì anche la testa Il suocero, il busto in gesso patinato La permalosa, La smorfia sempre in gesso patinato, L'arringatore in creta a grandezza poco più del normale, La preghiera per il ritorno del babbo dalla guerra in creta e a grandezza naturale. Ma i gessi rimasero abbandonati, perché scoppiò la guerra e alcuni andarono perduti.
Dal 1915 al 1917 Boncinelli assisteva di notte i feriti dì guerra, in un Ospedale militare di Firenze. Nel 1918 lo arrolarono nel 21º Reggimento fanteria. Tornato a casa in licenza, gli riscontrarono aritmie, forti pulsazioni del cuore, capogiri: l'esperienza della guerra lo aveva turbato in profondità.
A settembre 1918 tornò nuovamente a casaː era stato riformato dai medici dell'Ospedale militare di La Spezia, per nevrastenia e per ernia inguinale bilaterale. Nel 1918 eseguì in gesso La mamma, una delle sue ultime opere. Soffriva di allucinazioni e credeva di essere spiato.
Frequentava il laboratorio artigianale "Zoi" di alabastri, ma non riusciva a lavorare con costanza. Tornò a Marciola, da febbraio ad aprile 1919. Poi con la moglie si rifugiò presso una cognata. Usciva di notte e si aggirava lungo l'Arno. Disse di aver tentato di buttarsi dal Ponte alla Carraia, un'altra volta dal ponte di ferro alle Cascine. Visse poi in albergo o da parenti. Diffidava di tutto e aveva timore di essere avvelenato.
Preparò Il rimorso, a figura intera, una delle sue ultime sculture. Ne Il vecchio campagnolo la ricerca è spinta all'estremo, a tutti i solchi che possono segnare un volto. Di straordinaria espressività è il bronzo L'idiota.
Nel 1920 nell'Ospedale Psichiatrico di San Salvi, presso Firenze, fu internato per malattia mentale e lì rimase ricoverato fino alla morte. Negli ultimi tempi disegnò su fogli di fortuna e questi suoi disegni, insieme alle sculture, sono stati studiati e interpretati dal punto di vista psichiatrico.
Ardengo Soffici lo riteneva superiore a scultori come Auguste Rodin, Émile-Antoine Bourdelle e Aristide Maillol, persino ad Edgar Degas scultore.
Di lui ha scritto Vittorio Sgarbiː «Totalmente realista, quasi un equivalente dello scrittore senese Federico Tozzi, è il forte toscano Evaristo Boncinelli la cui esistenza si chiuse in ospedale psichiatrico, esperienza che lascia tracce in alcune tragiche e potenti, teste di disperati, che richiamano analoghe testimonianze di Géricault.»
Posseggono opere di Evaristo Boncinelli la Galleria d'arte moderna di Firenze (che ha anche gessi e disegni) e la Galleria nazionale d'arte moderna e contemporanea di Roma.